# Sitio de Odawara (1590)
El tercer Sitio de Odawara (小田原征伐 Odawara seibatsu?) tuvo lugar en 1590 durante el período Sengoku de la historia de Japón.
El castillo Odawara, base principal del clan Hōjō tardío había sido asediado primeramente en el año 1494 por Hōjō Sōun y desde entonces se convertiría en la base principal del clan Hojo. Más tarde, durante el Periodo Sengoku sería asediado durante el 1561 por las tropas de Uesugi Kenshin durante tres meses, después de los cuales tuvieron que retirarse debido a la falta de provisiones sin tomar propiamente el castillo. Más tarde, en 1569 las fuerzas de Takeda Shingen intentaron tomar el castillo, sólo que este asedio en particular sólo duró tres días y nuevamente el castillo no cayó en manos enemigas.
Durante el año de 1590, Toyotomi Hideyoshi emprendió una campaña para eliminar al clan Hōjō tardío ya que amenazaban sus intereses políticos, por lo que el castillo Odawara nuevamente fue el blanco de las acciones.
Meses antes de que el conflicto se desarrollara, el clan Hōjō intentó mejorar las defensas del castillo. El enorme ejército de Hideyoshi rodeó el castillo en lo que ha sido llamado como “el asedio más poco convencional en la historia de los samurái”, ya que estos tenían todo tipo de entretenimiento: desde concubinas, prostitutas, músicos, acróbatas, traga-fuegos y juglares. Los defensores dormían en las murallas con sus arcabuces y armaduras; a pesar de su tremenda inferioridad numérica, desalentaron a Hideyoshi para atacar. Por lo que la mayor parte del asedio consistió en la clásica táctica de impedir que llegaran las provisiones dentro del castillo generando hambruna a sus ocupantes. Tan sólo algunas pequeñas escaramuzas tuvieron lugar en los alrededores del castillo, como cuando un grupo de mineros de la Provincia de Kai cavaron por debajo de los muros del castillo, permitiendo que los hombres de Ii Naomasa entraran.
Después de tres meses, los Hōjō se rindieron, presumiblemente por la escasez de comida y provisiones. Tokugawa Ieyasu, uno de los principales generales de Hideyoshi, recibió las tierras de los Hōjō.
Además de tomar el castillo Odawara, Hideyoshi venció a los Hōjō en Hachiōji, Yorii, Shizuoka y cerca del sureste de la región de Kantō.